# خسرو طاهروف
خسرو طاهروف (تاجیکی: Хусрав Тоиров؛ زادهٔ ۱ اوت ۲۰۰۴) بازیکن فوتبال اهل تاجیکستان است.
از باشگاه‌هایی که در آن بازی کرده‌است می‌توان به باشگاه فوتبال آتیراو اشاره کرد.
وی همچنین در تیم‌های ملی فوتبال زیر ۱۷ سال، زیر ۲۰ سال، و بزرگسالان تاجیکستان بازی کرده‌است.